# ربکا گی‌هارت
ربکا گی‌هارت (به انگلیسی: Rebecca Gayheart) (زاده ۱۲ اوت ۱۹۷۱) بازیگر آمریکایی است.
از کارهای معروف او می‌توان به بازی در فیلم امید واهی اشاره کرد.